# Visegrádi Együttműködés
A Visegrádi Együttműködés (más néven visegrádi országok, visegrádi négyek vagy V4-ek) együttműködés az Európai Unión belül, négy közép-európai tagállam, Csehország, Lengyelország, Magyarország és Szlovákia regionális szervezete. Az együttműködés célja ezen országok gazdasági, diplomáciai és politikai érdekeinek közös képviselete, esetleges lépéseinek összehangolása. A 2022 február végén kirobbant ukrán-orosz háború törést okozott a Visegrádi Együttműködés tagállamainak viszonyában, főleg ami az Oroszországgal való kapcsolattartás mikéntjét illeti.

## Elnöksége
Egy adott ország július 1-től a következő év június 30-ig veszi át a Visegrádi Csoport soros elnöki tisztét.
A soros elnökséggel rendelkező országok:
- 1991/1992 – Csehszlovákia
- 1992/1993 – Lengyelország
- 1993/1994 – Magyarország
- 1994/1995 – Szlovákia
- 1995/1996 – Cseh Köztársaság
- 1996/1997 – Lengyelország
- 1997/1998 – Magyarország
- 1998/1999 – Szlovákia
- 1999/2000 – Cseh Köztársaság
- 2000/2001 – Lengyelország
- 2001/2002 – Magyarország
- 2002/2003 – Szlovákia
- 2003/2004 – Cseh Köztársaság
- 2004/2005 – Lengyelország
- 2005/2006 – Magyarország
- 2006/2007 – Szlovákia
- 2007/2008 – Cseh Köztársaság
- 2008/2009 – Lengyelország
- 2009/2010 – Magyarország
- 2010/2011 – Szlovákia
- 2011/2012 – Cseh Köztársaság
- 2012/2013 – Lengyelország
- 2013/2014 – Magyarország
- 2014/2015 – Szlovákia
- 2015/2016 – Cseh Köztársaság
- 2016/2017 – Lengyelország
- 2017/2018 – Magyarország
- 2018/2019 – Szlovákia
- 2019/2020 – Cseh Köztársaság
- 2020/2021 – Lengyelország
- 2021/2022 – Magyarország
- 2022/2023 – Szlovákia
- 2023/2024 – Cseh Köztársaság
- 2024/2025 - Lengyelország
- 2025/2026 - Magyarország

## Adatok a tagokról
Magyarország akár a demorácia főbb mutatóiban, akár a gazdasági mutatókban lemaradt a többi V4 országtól. 2022–2025 között a magyar gazdaságtól mindösssze stagnálásra futotta, miközben a többi V4 ország határozott GDP-növekedést tudott felmutatni.
A V4 országainak földrajzi, gazdasági, politikai adatai, rendezhető táblázatban:

| Ország / Adat (és forrás) | Terület (km²)  | Népesség (fő)     | GDP/fő (USD, 2025) | Korrupcióérzékelési index (2022) | Államadósság kvóta (2024)   | Sajtószabadság (2025)          | Demokrácia index (2024)        | Pénznem | Államfő          | Miniszterelnök |
| ------------------------- | -------------- | ----------------- | ------------------ | -------------------------------- | --------------------------- | ------------------------------ | ------------------------------ | ------- | ---------------- | -------------- |
| Csehország                | 78 866         | 10 650 000        | 33 040             | 56                               | 45                          | 83,9                           | 8,08                           | Korona  | Petr Pavel       | Petr Fiala     |
| Lengyelország             | 312 679        | 38 386 000        | 26 810             | 55                               | 55                          | 74,8                           | 7,4                            | Złoty   | Andrzej Duda     | Donald Tusk    |
| Magyarország              | 93 030         | 9 772 000         | 24 810             | 42                               | 73,5                        | 62,8                           | 6,51                           | Forint  | Sulyok Tamás     | Orbán Viktor   |
| Szlovákia                 | 49 036         | 5 440 000         | 27 130             | 53                               | 59                          | 72,8                           | 7,21                           | Euró    | Peter Pellegrini | Robert Fico    |
|                           | össz.: 533 611 | össz.: 64 248 000 |                    | a legalacsonyabb a legrosszabb   | a legmagasabb a legrosszabb | a legalacsonyabb a legrosszabb | a legalacsonyabb a legrosszabb |         |                  |                |

| Ország / Év   | 2014 | 2015 | 2016 | 2017 | 2018 | 2019 | 2020 | 2021 | 2022 | 2023 | 2024 | Növekedés (2014–2024) |
| ------------- | ---- | ---- | ---- | ---- | ---- | ---- | ---- | ---- | ---- | ---- | ---- | --------------------- |
| Csehország    | 2.2  | 5.0  | 2.6  | 5.2  | 2.8  | 3.6  | -5.3 | 4.0  | 2.8  | -0.1 | 1.1  | 2.17                  |
| Lengyelország | 3.9  | 4.4  | 3.0  | 5.2  | 6.2  | 4.6  | -2.0 | 6.9  | 5.3  | 0.1  | 2.9  | 3.68                  |
| Magyarország  | 4.3  | 3.7  | 2.4  | 4.1  | 5.6  | 5.1  | -4.3 | 7.1  | 4.3  | -0.9 | 0.5  | 2.90                  |
| Szlovákia     | 2.7  | 5.2  | 1.9  | 2.9  | 4.1  | 2.3  | -2.6 | 5.7  | 0.4  | 1.4  | 2.0  | 2.36                  |

| ország / év   | 2019   | 2020   | 2021   | 2022   | 2023   | 2024   |
| ------------- | ------ | ------ | ------ | ------ | ------ | ------ |
| Csehország    | 24,013 | 23,464 | 27,668 | 27,876 | 31,630 | 31,543 |
| Lengyelország | 15,869 | 15,963 | 18,592 | 18,860 | 22,031 | 24,810 |
| Magyarország  | 17,003 | 16,356 | 18,991 | 18,556 | 22,302 | 23,272 |
| Szlovákia     | 19,421 | 19,723 | 22,102 | 21,348 | 24,489 | 25,925 |

## Története

### Középkori visegrádi királytalálkozó
A visegrádi egyezmény létrejöttének apropóját egy középkori megállapodás adta. A visegrádi királyi palotában 1335 novemberében Károly Róbert magyar király kezdeményezésére tanácskozást tartottak III. Kázmér lengyel és Luxemburgi János cseh király részvételével. A három ország találkozójának célja az volt, hogy elsimítsák ellentéteiket és gazdasági-politikai együttműködésben állapodjanak meg Bécs árumegállító joga ellenében.
Új kereskedelmi utakat jelöltek ki, hogy kikerüljék a bécsi vámot. A Buda–Brünn-útvonal főbb állomásai Esztergom, Nagyszombat és Holics voltak. Buda és Brünn teljes árumegállító jogot kaptak. A lengyel–orosz kereskedelem magyarországi központja Kassa lett.
Ez az együttműködés olyan sikeres volt, hogy a három királyság gazdasága ebben a korban virágkorát élte.

### A 20. századi rendszerváltozások után
Az együttműködésnek a felújítására került sor 1991. február 15-én. Ekkor írta alá a Visegrádi Nyilatkozatot Václav Havel, a Csehszlovák Köztársaság köztársasági elnöke, Lech Wałęsa, a Lengyel Köztársaság elnöke és Antall József, a Magyar Köztársaság miniszterelnöke. 1993-ban Csehszlovákia kettészakadásával vált négytagúvá a Visegrádi Együttműködés. Eredetileg Románia is szerepet vállalt volna az együttműködésben, azonban a marosvásárhelyi fekete március és a bányászjárások után Ion Iliescu közölte, hogy országa nem vesz részt a V4-ek munkájában. Az együttműködés mind a négy tagállama 2004. május 1-jén csatlakozott az Európai Unióhoz.

### 2020-as évek
Oroszország ukrajnai háborújának kirobbanása után
Magyarország fokozódó elszigetelődése az Orbán-kormány az EU-ban is képviselt oroszbarát hintapolitikája miatt már a V4-es együttműködés szintjén is érződött. Az együttműködés felbomlásáról hivatalosan nem volt szó, Magyarországot viszont az összes többi ország nyíltan kritizálta. A lengyel miniszterelnök és a szlovák külügyminiszter is kemény hangnemben bírálta Magyarország politikáját az ukrán háborúhoz való hozzáállásával kapcsolatban. Pekaróvá Adamová, a cseh képviselőház elnöke úgy vélte, hogy a V4 jelen helyzetében halott, mert míg Lengyelország, Szlovákia és Csehország a háború kezdetétől segítséget nyújt Ukrajnának, Magyarország engedékenynek tűnik a Kreml agressziójával szemben.
2023-as megválasztása után Robert Fico állt Orbán Viktor mellé és mindketten elutasították Ukrajna támogatását, és az orosz állításokat visszhangozták, miszerint a háborút a NATO provokálta ki. Velük szemben Petr Fiala cseh kormánya és Donald Tusk lengyel kormánya Ukrajna legerősebb támogatói közé tartoznak. Ukrajna EU-s csatlakozása között azonban még Orbán és Robert Fico között is megosztottság van. A szlovák kormányfő ugyanis Orbán Viktorral szemben támogatja Ukrajna EU-s csatlakozását.
Radosław Sikorski lengyel külügyminiszter hangsúlyozta, hogy Lengyelországnak a Visegrádi Négyek helyett a Weimari Háromszöggel és az Egyesült Államokkal való együttműködést kell elmélyítenie.
Egyes cseh politikusok pedig a visegrádi négyekből való kilépést szorgalmazták, míg Vít Dostál, az AMO külpolitikai agytröszt vezetője azzal érvelt, hogy a V4 számos, eltérő külpolitikai prioritásokkal rendelkező kormányt is túlélt már.

## Céljai
Az 1991-es deklaráció céljai között szerepelt a totalitárius rendszer maradványainak felszámolása, a demokrácia védelme és a három ország összefogása a gazdasági előrehaladásban és az euroatlanti csatlakozás előremozdításában. Ezeket a célokat a 90-es évek során még sok gazdasági és politikai megbeszélés és egyeztetés követte. Ezalatt az évtized alatt a V4 valóban erős és hiteles védjeggyé és együttműködéssé vált. A V4-ek céljai immár a NATO-n és az Európai Unión belül megváltoztak.
Az új célokat Kroměřížben tartott találkozójuk során fektette le 2004-ben a négy ország vezetője. A felek hangsúlyozták, hogy hosszú távú együttműködésre volna szükség a közös agrárpolitikában, a strukturális és kohéziós alapok ügyében, a közös kül- és biztonságpolitikával kapcsolatos kérdésekben, illetve a schengeni rendszer működtetésében. Különösen fontos a NATO által is képviselt alapelvek érvényesítése, a transzatlanti kapcsolatok erősítése.

## A V4 naplója
Az 1990-es évek során sok nagy jelentőségű dolgot sikerült elérnie a négy országnak, és ezt a 2000-es években is folytatták.

### CEFTA
1992-ben a visegrádi országok létrehozták a Közép-európai Szabadkereskedelmi Megállapodást, azaz a CEFTA-t. Ez a szervezet a nyugat-európai minta alapján megkönnyítette a nemzetközi kereskedelmet a négy ország között. A CEFTA sikeres működését gazdasági fejlődés kísérte a tagállamokban.

### Nemzetközi Visegrádi Alap
2000. június 9-én hozta létre a négy tagország pozsonyi székhellyel. Az IVF (International Visegrád Fund) sokak szerint a V4-ek legsikeresebb vállalkozása volt. Az Alap az egyezmény alapján, erősíti a tagországok együttműködését a kultúra, a tudomány és kutatás, az oktatás, illetve az ifjúsági cserekapcsolatok területén. A 2003-tól már évi 2.400.000 euróra emelt költségvetésének köszönhetően a négy tagországból minden esztendőben hat alkalommal lehet pályázatokat benyújtani a pozsonyi titkárságra. Az Alap által kínált lehetőségek egyre bővülnek: a kulturális támogatás egyéb formái mellett kiterjednek a visegrádi tagországok közötti humanitárius segélyezésre is.
2003-tól indult be a visegrádi ösztöndíjas program. Ez a program lehetővé teszi, hogy a visegrádi diákok ösztöndíjjal tanulhassanak a tagországok határain belül bármely egyetemen vagy főiskolán. Másrészt az ösztöndíj harmadik országokba is megpályázható a kiemelkedő tanulók számára.

### Egyéb találkozók
Az 1994-es prágai csúcs azért is vált nevezetessé, mert a négy tagország miniszterelnökein és elnökein kívül a találkozón részt vett Bill Clinton amerikai elnök is. A látogatáson a NATO-ról volt szó, valamint a V4-eknek nyújtott amerikai támogatásról.
Augusztusban České Budějovice városában találkoztak a négyek, és lefektették a közös agrárkereskedelmet és a mezőgazdasági politikájukat. Ezen a találkozón részt vettek Ausztria és Szlovénia megfigyelői is.
1998-ban Budapest adott otthont a lengyel–cseh–magyar megbeszéléseknek. A találkozó célja az volt, hogy megerősítsék a visegrádi együttműködés létjogosultságát az euroatlanti integráció révbe érésének éveiben is.

## Működése
A Visegrádi Együttműködésnek nincs konkrét székvárosa vagy székháza. A pozsonyi IVF-titkárság az egyetlen kézzelfogható létezése a V4-eknek. Azonban az együttműködés ügyeinek intézését és összehangolását minden évben egy ország vállalja magára. Az elnökség feladatait előre meghatározzák, év végén pedig kiértékelik.